# Scott Turner (amerikaifutball-edző)
Scott Michael Turner (Los Angeles, Kalifornia, 1982. augusztus 7. –) amerikai amerikaifutball-játékos és -edző, Norv Turner edző fia. 2025-től a New York Jets passzkoordinátora.

## Fiatalkora
Mialatt édesapja edzőként dolgozott, gyermekkorát Texas államban töltötte. 1993-ban családja Észak-Virginiába költözött; az Oakton középiskolába járt, ahol az amerikaifutball-csapat quarterbackje volt.
Egyetemistaként a UNLV Rebels tartalékjátékosa volt.

## Edzőként
2011–2012-ben a Carolina Panthers támadójáték-minőségért felelős edzője, 2013-ban pedig a Cleveland Browns wide receivereinek edzője volt. 2014-ben a Minnesota Vikings quarterbackjeinek edzője lett; a csapat 2015-ben megnyerte az NFC North divíziójának bajnokságát. 2017 januárjában kirúgták. Az évben később a Michigan Wolverines támadójáték-elemzője volt.
2018-ban a quarterbackek edzőjeként tért vissza a Panthershöz, majd Ron Rivera vezetőedző kirúgását követően 2019 utolsó négy játékán támadókoordinátor volt. 2020. január 8-án a Washington Football Team támadókoordinátorának nevezték ki; 2022. március 13-án szerződését meghosszabbították, de a következő évben kirúgták.
2023. február 3-án a Las Vegas Raiders passzkoordinátorává nevezték ki, majd 2024. november 5-én Luke Getsy kirúgása miatt ideiglenesen támadókoordinátor lett.
2025. február 2-ától a New York Jets passzkoordinátora.

## Fordítás
- Ez a szócikk részben vagy egészben  a   Scott Turner (American football) című angol Wikipédia-szócikk ezen változatának fordításán alapul.  Az eredeti cikk szerkesztőit annak laptörténete sorolja fel. Ez a jelzés csupán a megfogalmazás eredetét és a szerzői jogokat jelzi, nem szolgál a cikkben szereplő információk forrásmegjelöléseként.